# Banque fédérale d'Allemagne
Deutsche Bundesbank
Pour les articles homonymes, voir Buba.
Ne doit pas être confondu avec Deutsche Bank.
La Banque fédérale d'Allemagne (en allemand : Deutsche Bundesbank ; familièrement la Buba) est la banque centrale de la République fédérale allemande.
Son statut actuel date de la loi du 26 juillet 1957 (Bundesbankgesetz) entrée en vigueur le 1er août de la même année. Elle a succédé à la Bank Deutscher Länder créée le 1er mars 1948 dans les secteurs d'occupation occidentaux. À cette époque, cette banque avait porté la responsabilité de la monnaie allemande, lorsque le Deutsche Mark avait été introduit (20 juin 1948), et cela jusqu'à la création de la Deutsche Bundesbank.

## Histoire

### Contexte (1948-1957)
L'histoire de la Bundesbank est indissociable de celle de la monnaie allemande après la Seconde Guerre mondiale. Après sa destruction totale, l'ancien Reichsmark était pratiquement sans valeur. Une réforme monétaire fut alors mise en œuvre dans les zones d'occupation occidentales, dont Berlin-Ouest: le 21 juin 1948, le Deutsche Mark remplaça le Reichsmark. Cette réforme s'appuyait sur des lois promulguées par le gouvernement militaire allié. En préparation, les puissances occidentales établirent dans les zones occupées un nouveau système de banques centrales à deux niveaux; sa structure fédérale s'inspirait de la Réserve fédérale américaine. Ce système comprenait les banques centrales des Länder des zones d'occupation ouest-allemandes et la Bank deutscher Länder de Francfort-sur-le-Main, créée le 1er mars 1948. Les banques centrales des Länder assumaient les fonctions de banques centrales dans leurs juridictions respectives. La Bank deutscher Länder, dont le capital social était détenu par les banques centrales des Länder, était responsable de l'émission des billets de banque, de la coordination de la politique monétaire et de diverses tâches centrales, dont la gestion des changes. L'organe suprême de ce système de banques centrales à deux niveaux était le Conseil de la Banque centrale (Zentralbankrat), institué au sein de la Bank deutscher Länder. Il était composé d'un président, des présidents des banques centrales des Länder et du président du directoire de la Bank deutscher Länder. Le Conseil de la Banque centrale définissait, entre autres, la politique du taux d'escompte et de la politique des réserves obligatoires, les orientations de la politique d'open market et l'octroi de crédits. Après l'expérience négative d'une banque centrale soumise aux ordres du gouvernement, le principe d'une banque centrale indépendante fut établi. La Bank deutscher Länder était dès le départ indépendante des instances politiques allemandes, y compris du gouvernement fédéral allemand, en place à partir de septembre 1949. Elle obtint son indépendance des Alliés en 1951.

### 1957–1990
La « Loi fondamentale » allemande (Constitution), entrée en vigueur le 23 mai 1949, imposait au Parlement fédéral allemand l'obligation de créer une banque fédérale chargée de l'émission des billets de banque et de la monnaie. Le Parlement s'acquitta de cette obligation en adoptant la loi sur la Bundesbank (BBankG) du 26 juillet 1957, qui abolissait la structure à deux niveaux du système de banques centrales. Les banques centrales des Länder n'étaient plus des banques émettrices de billets indépendantes, mais devenaient les sièges régionaux de la Bundesbank, conservant néanmoins le titre de « banque centrale d'État » (Landeszentralbank).

### 1990–1993
Au lendemain de la chute du mur de Berlin, la République fédérale d'Allemagne et la République démocratique allemande ont signé le 18 mai 1990 un traité instaurant une union économique, sociale et monétaire entre les deux États allemands. Ce traité est entré en vigueur le 1er juillet 1990 et a fait du deutsche mark la seule monnaie légale dans les deux États allemands. La Bundesbank a été chargée de la politique monétaire et de change dans l'ensemble de l'union monétaire. Un « Organe d'administration provisoire » a été créé pour mettre en œuvre le traité et a continué à fonctionner après la date officielle de la réunification, jusqu'au 31 octobre 1990. La loi sur la Bundesbank a été modifiée afin d'adapter la structure organisationnelle de la Bundesbank aux changements de situation consécutifs à la réunification allemande, et de rationaliser simultanément son organisation. Les onze banques centrales des Länder et l'Organe d'administration provisoire ont été remplacés par neuf banques centrales de taille économique similaire.

### 1993–2001
Le traité de Maastricht, entré en vigueur le 1er novembre 1993, a jeté les bases de l'Union économique et monétaire européenne (UEME). La responsabilité nationale de la politique monétaire a été transférée, au niveau communautaire, au Système européen de banques centrales (SEBC), composé de la Banque centrale européenne (BCE) et des banques centrales nationales (BCN) des États membres de l'UE. Jusqu'à ce que la BCE devienne pleinement responsable de la monnaie en 2001, la Bundesbank comptait trois organes directeurs. Le Conseil de la Banque centrale (Zentralbankrat) était l'organe suprême de la Bundesbank.

### 2001–présent
En 2001, la BCE a pris le contrôle total de la monnaie. La loi sur la Bundesbank a été modifiée pour la dernière fois en 2002 par la 7e loi portant modification de la loi sur la Bundesbank du 30 avril 2002, qui a donné à la Bundesbank sa structure actuelle.
En juin 2012, on estimait que la Bundesbank était exposée à 644 milliards d'euros aux autres banques centrales de la zone euro dans le cadre du système de paiement TARGET2. Seules trois autres banques centrales de la zone euro présentaient une exposition nette au système; toutes les autres présentaient une exposition nette compensatoire due au système. Cette exposition nette finance les déséquilibres commerciaux et la fuite des capitaux. La Bundesbank est le principal actionnaire de la Banque centrale européenne. La BCE a racheté plus de 200 milliards d'euros de dette souveraine de pays en crise. Une partie de cette dette devrait être annulée en cas d'effondrement de l'euro, ce qui entraînerait des pertes correspondantes pour la Bundesbank.
Le 27 janvier 2014, la Bundesbank a appelé à un prélèvement sur les capitaux des citoyens d'un pays avant que celui-ci ne sollicite un allègement au titre du Fonds européen de stabilité financière. Ce prélèvement « correspond au principe de responsabilité nationale, selon lequel les contribuables sont responsables des obligations de leur gouvernement avant que la solidarité des autres États ne soit requise ». Cette décision fait suite à un rapport du FMI d’octobre 2013 qui proposait un impôt sur la fortune similaire.

## Réserves d'or

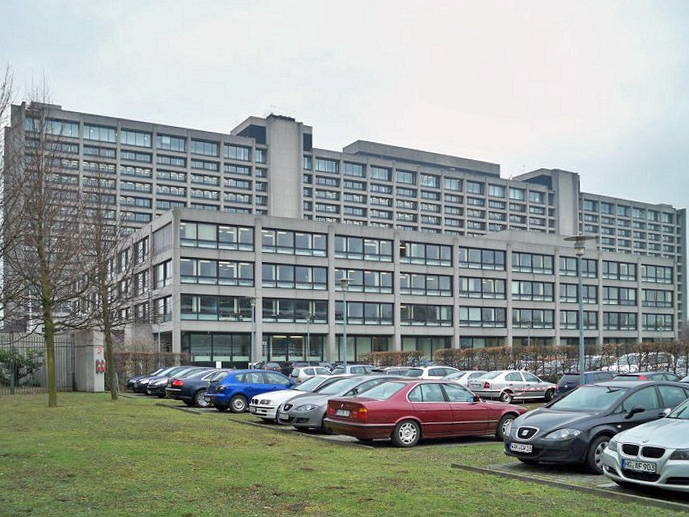
Bâtiment de la Banque fédérale d'Allemagne à Francfort-sur-le-Main.

Les réserves d'or de la Bundesbank se trouvaient en date du 17 mars 2008 à New York.
En novembre 2012, sous la pression des médias et d'un certain nombre de députés allemands, la Bundesbank s'est décidée à dévoiler l'importance et les lieux où sont entreposées ses réserves en or. Celles-ci s'élèvent à 3 396 tonnes. 1 536 tonnes tonnes d'or, soit 45 % de ces réserves, d'une valeur de 60,1 milliards d'euros en novembre 2012, sont entreposées dans les coffres de la Fed à New York. Le reste est conservé en Allemagne pour 31 %, en Angleterre dans la Banque d'Angleterre pour 13 %, et en France dans la Banque de France pour 11 % à Paris.
En novembre 2012, l'Allemagne détenait alors, avec ses 3 396 tonnes, une valeur de 132,8 milliards d'euros, soit les réserves d'or les plus importantes au monde après la Fed aux États-Unis.

## Présidents
| Rang | Nom                    | Mandat      |
| ---- | ---------------------- | ----------- |
| 1er  | Wilhelm Vocke          | (1957-1958) |
| 2e   | Karl Blessing          | (1958-1969) |
| 3e   | Karl Klasen            | (1969-1977) |
| 4e   | Otmar Emminger         | (1977-1979) |
| 5e   | Karl Otto Pöhl         | (1980-1991) |
| 6e   | Helmut Schlesinger     | (1991-1993) |
| 7e   | Hans Tietmeyer         | (1993-1999) |
| 8e   | Ernst Welteke          | (1999-2004) |
| 9e   | Jürgen Stark (intérim) | (2004-2004) |
| 10e  | Axel Weber             | (2004-2011) |
| 11e  | Jens Weidmann          | (2011-2021) |
| 12e  | Joachim Nagel          | (2022- )    |

### Référénces
1. ↑  (en) « International Reserves » [PDF], sur Deutsche Bundesbank, 1er octobre 2024
2. 1 2 3 4 5  « L'Allemagne lève le secret sur ses 3396 tonnes d'or », sur Le Figaro, 20 novembre 2012 (consulté le 10 juin 2025)
3. ↑  Forrest Capie et Geoffrey Wood, « The Birth, Life and Demise of a Currency: 50 Years of the Deutsche Mark », The Economic Journal, vol. 111, no 472,‎ 2001, F449–F461 (ISSN 0013-0133, lire en ligne, consulté le 10 juin 2025)
4. ↑  (en) « From Deutsche Mark to Euro: The Journey of the Bundesbank », sur FasterCapital (consulté le 10 juin 2025)
5. ↑  (en-US) « Deutsche Mark », sur World History Edu (consulté le 10 juin 2025)
6. ↑  Hermann Remsperger, « The role of the Deutsche Bundesbank in the European System of Central Banks », Journal of Asian Economics, vol. 13, no 2,‎ 1er mars 2002, p. 137–156 (ISSN 1049-0078, DOI 10.1016/S1049-0078(02)00115-X, lire en ligne, consulté le 10 juin 2025)
7. ↑  (en) « The Bundesbank Act » [archive du 5 octobre 2006], sur www.bundesbank.de (consulté le 10 juin 2025)
8. ↑  (en) « Treaty establishing a Monetary, Economic and Social Union (Bonn, 18 May 1990) », sur CVCE.EU by UNI.LU, 31 octobre 2012 (consulté le 10 juin 2025)
9. ↑  (en) « No blueprint for reunification », sur www.bundesbank.de (consulté le 10 juin 2025)
10. ↑  (en) « Currency union – DW – 09/18/2010 », sur dw.com (consulté le 10 juin 2025)
11. ↑  (en) « IMF books », sur www.elibrary.imf.org (consulté le 10 juin 2025)
12. ↑  (en) « Euro cash: in Germany for 20 years », sur www.deutschland.de, 23 décembre 2021 (consulté le 10 juin 2025)
13. ↑  (en-US) Satyajit Das, « Germany and France can’t afford euro-zone bailout », sur MarketWatch, 7 juin 2012 (consulté le 10 juin 2025)
14. ↑  (en) « Imagining the Unthinkable: The Disastrous Consequences of a Euro Crash - SPIEGEL ONLINE », Der Spiegel,‎ 12 juin 2012 (lire en ligne [archive du 28 juin 2012], consulté le 10 juin 2025)
15. ↑  (en-US) « Bundesbank calls for capital levy to avert government bankruptcies », Reuters,‎ 27 janvier 2014 (lire en ligne, consulté le 10 juin 2025)
16. ↑  « error », sur www.24hgold.com (consulté le 10 juin 2025)